# Єфрем (Барбинягра)
Єпископ Єфрем (в миру — Єфрем Олександрович Барбинягра; нар. 1 травня 1941 року) — архієрей Російської православної церкви, єпископ Боровицький і Пестовський.
Тезоіменитство — 29 травня (16 травня за старим стилем в день пам'яті прп. Єфрема Перекомского).

## Дитинство
Народився 1 травня 1941 року в с.Гандрабури Ананьївського р-ну Одеської обл. в селянськиій багатодітній православній сім'ї. Охрещений був ще в дитинстві.
У 1956 році закінчив неповну середню школу, працював в колгоспі і ніс послух паламаря у Введенській церкві с. Гандрабури.

## Священницьке служіння
У 1969—1972 рр. навчався в Ленінградській духовній семінарії.
1 січня 1972 року митрополитом Ленінградським і Новгородським Никодимом (Ротовим) в Миколо-Богоявленському кафедральному соборі м. Ленінграда рукопокладений в сан диякона (в стані целібату), а 27 лютого 1972 року Свято-Троїцькому соборі Олександро-Невської лаври — в сан пресвітера.
14 квітня 1972 року призначений штатним священиком Спасо-Преображенської церкви с. Бронниці Новгородського р-ну Новгородської обл. 6 серпня 1972 року звільнений від займаної посади і призначений штатним священиком церкви св.ап. Філіппа у м. Новгороді.
16 лютого 1976 року згідно особистим проханням почислений заштат Новгородської єпархії та прийнятий до кліру Одеської єпархії.
У 1976 році закінчив Ленінградську духовну академію.
23 березня 1976 року митрополитом Херсонським і Одеським Сергієм (Петровим) призначений настоятелем Свято-Троїцької церкви с. Троїцьке Любашівського р-ну Одеської області. 16 серпня 1976 року звільнений від займаної посади і призначений настоятелем Архангело-Михайлівської церкви с. Липецьке Котовського (зараз — Подільського) району Одеської області. 21 грудня 1976 року звільнений від займаної посади і призначений настоятелем Свято-Покровської церкви смт. Саврань Одеської області.
1 лютого 1977 року переведений в Олександро-Невський собор міста Ананьїва Одеської області, а 14 березня, згідно з особистим проханням, почислений заштат з правом переходу в Новгородську єпархію.
30 травня 1977 року митрополитом Ленінградським Никодимом (Ротовим) призначений штатним священиком церкви св.ап. Філіппа м. Новгорода.
12 лютого 1980 року митрополитом Ленінградським і Новгородським Антонієм (Мельниковим) в Свято-Миколаївському храмі м. Новгорода пострижений в чернецтво з ім'ям Єфрем на честь преподобного Єфрема Перекомского.
25 червня 1981 року звільнений від займаної посади і призначений настоятелем церкви св. вмц. Параскеви м. Боровичі Новгородської обл. та благочинним Боровичського округу.
21 липня 1981 року митрополитом Ленінградським Антонієм в Володимирському соборі м. Ленінграда зведений в сан архимандрита.
5 травня 1997 указом архієпископа Новгородського і Староруського Льва (Церпицького) призначений в.о. намісника Іверського Валдайського чоловічого монастиря зі збереженням посади настоятеля церкви вмц. Параскеви м. Боровичі. 26 червня 2002 року звільнений з посади в.о. намісника монастиря. Ухвалою Священного Синоду РПЦ від 7 листопада 2007 року призначений намісником Іверського Валдайського монастиря.

## Архієрейське служіння
Рішенням Священного Синоду від 28 грудня 2011 року обраний єпископом Боровицьким і Пестовським.
3 лютого 2012 року в храмі Всіх святих, що в землі Російській просіяли, Синодальній резиденції в Даниловому монастирі названий єпископом Боровицьким і Пестовским. Хіротонізований 5 лютого за Божественною літургією в храмі Спаса Преображення на Пісках в Москві. Богослужіння очолив патріарх Московський і всієї Русі Кирило (Гундяєв). Йому співслужили митрополити Варсонофій (Судаков) та Лев (Церпицький), єпископи Сергій (Чашин) та Савва (Міхєєв).
1 травня 2016 року у зв'язку з 75-річчям з дня народження нагороджений орденом Св.Іннокентія, митрополита Московського ІІ ступеня. В тому ж році згідно з установленими правилами у зв'язку досягненням 75-річного віку подав прошення про почислення на спокій, але 3 червня 2016 року Священний Синод РПЦ ухвалив рішення продовжити перебування єпископа Єфрема на кафедрі.